# ルキウス・コルネリウス・バルブス

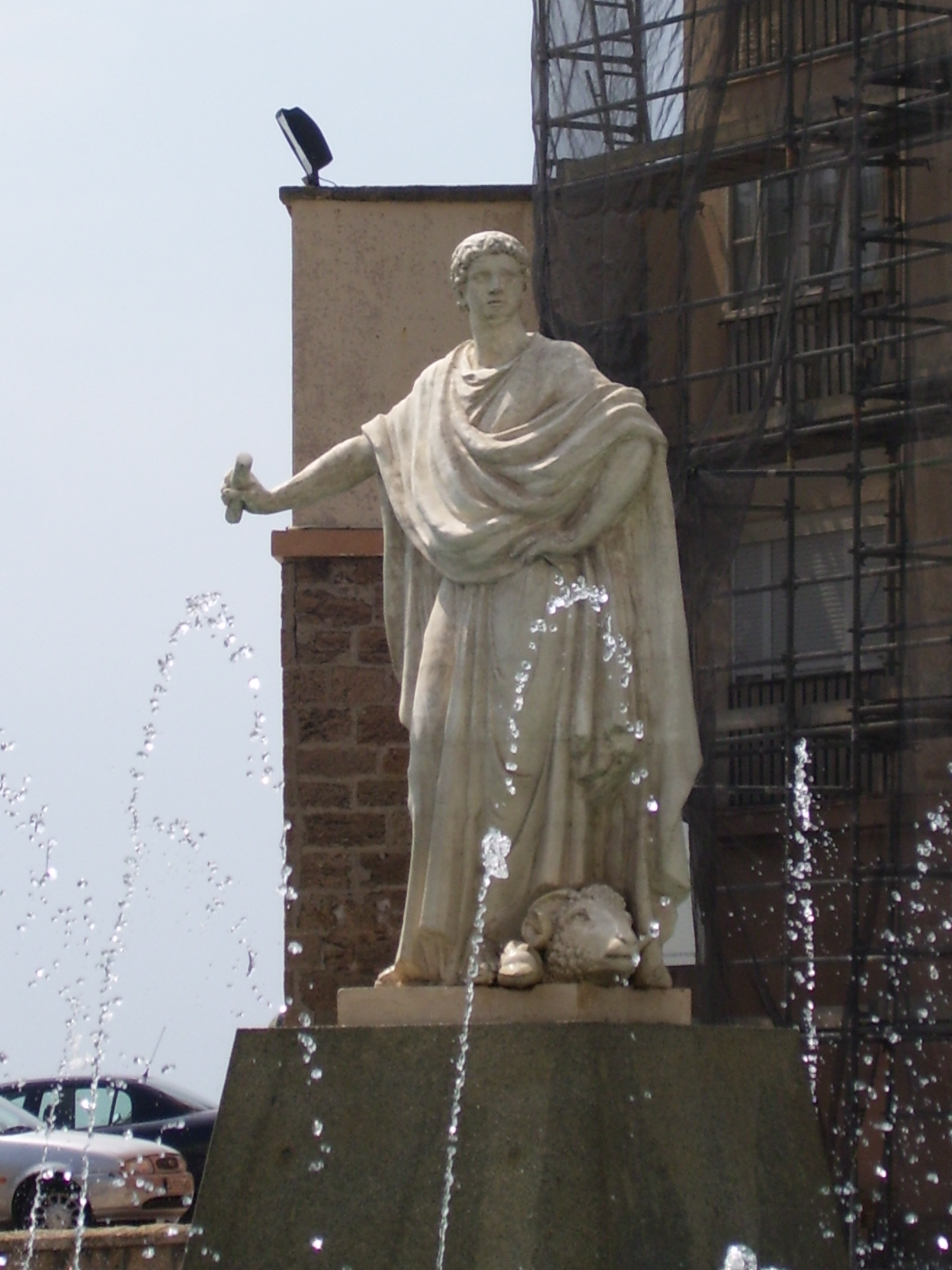
カディスに立つバルブスの像

ルキウス・コルネリウス・バルブス（Lucius Cornelius Balbus）は、共和政ローマ末期・帝政初期の政治家・軍人。ヒスパニア属州の出身である。ローマ市民権を得たのは紀元前72年頃で生まれながらのローマ人ではない。

## 経歴
ローマ内戦（紀元前49年-紀元前45年）ではカエサルの下で戦い、いくつかの重要な任務を成功させてカエサルの信頼を得た。アレクサンドリアとヒスパニアの戦いにも参加。この功績で、神祇官（ポンティフェクス）に任じられている。紀元前43年にヒスパニア・ウルテリオル属州総督ガイウス・アシニウス・ポッリオの財務官（クァエストル）となる。そこでは住民からの略奪により大金を集めた。さらに出身地であるカディスを拡張した。同年に大金をもってマウレタニア王（en）の元に逃れ、その後紀元前21年になるまでの消息は不明である。
紀元前21年、執政官代理（プロコンスル）としてアフリカ属州総督に就任。19世紀の歴史家テオドール・モムゼンは、バルブスは以前の行動からアウグストゥスの不興を買っており、20年も経ってから公職に復帰できたのは、バルブスの属州総督としての適性が極めて高かったためと考えている。
紀元前19年にはベルベル人のガラマンテス族（en）に勝利し、同年3月27日に凱旋式を実施した。この凱旋式は生まれながらのローマ市民ではない将軍が行った最初の凱旋式であり、同時に皇帝家族以外が実施した最後の凱旋式でもあった。皇帝以外の凱旋式が次に行われるのは534年のベリサリウスの凱旋式である。バルブスはまたバルブス劇場（en）をローマに建設し、紀元前13年にアウグストゥスがガリアから戻ると彼に謙譲した。
バルブスは文学にもある程度の興味を持っていたようである。彼はディラキウム（現在のドゥラス）のポンペイウスの野営地を自身が訪問した時を題材とした劇を書いている。またマクロビウスによると、『Ἐξηγητικά （エクセゲティカ）』という神々とその信仰を描いた作品の著者である。

## 参考資料
- この記事にはアメリカ合衆国内で著作権が消滅した次の百科事典本文を含む: Chisholm, Hugh, ed. (1911). "Balbus". Encyclopædia Britannica (英語) (11th ed.). Cambridge University Press. which in turn cites:
  - ウェッレイウス・パテルクルス 『ローマ世界の歴史』ii. 51;
  - キケロ『アッティクスの手紙』、viii. 9
  - Pauly-Wissowa, Realencyclopädie, iv. pt. i. (1900).

## その他資料
- Anthon, Charles (1860). Smith, William. ed. A New Classical Dictionary of Greek and Roman Biography, Mythology and Geography. New York: Harper & Brothers. p. 137